# 馬克·波倫
馬克·波倫（英語：Marc Bolan，/ˈboʊlən/ BOH-lən；1947年9月30日—1977年9月16日），原名馬克·費德（英語：Mark Feld），是英國創作歌手、音樂家和詩人。他是暴龍樂團的主唱兼吉他手以及1970年代華麗搖滾運動的先鋒。
在BBC音樂節目《Top of the Pops》的演出上，波倫身穿亮麗的服裝、化上亮妝，這一舉常被視為是華麗搖滾運動的開始。音樂評論家肯·伯恩斯稱波倫為「開啟了這一切的男人」。全由波倫一手創作、包括冠軍金曲〈Get It On〉的暴龍樂團1971年專輯《Electric Warrior》，被Allmusic敘述為「基本上引發了英國華麗搖滾風潮的專輯」。日後也與另一位華麗搖滾先鋒大衛·鮑伊共事的專輯製作人東尼·維斯岡蒂表示：「我在馬克·波倫身上看到的一切與弦樂編制或是高藝術水平無關。我看到的是貨真價實的才能，我看到了天才。我在見到他的那一刻起，就看到了他身上潛在的搖滾明星。」
波倫死於車禍，得年29歲，距離他的30歲生日不過兩週。20年後，人們於1997年在巴恩斯的車禍原址樹立他的半身石雕以紀念他。2020年，波倫以暴龍樂團的成員身分入選搖滾名人堂。

## 外部連結
- 馬克·波倫在互联网电影资料库（IMDb）上的資料（英文）